# Ikos
Ein Ikos ist in der Liturgie der Ostkirchen (Orthodoxe Kirchen und Katholische Ostkirchen mit byzantinischem Ritus) ein kurzer Gesang, der ebenso wie die Kondakion-Gesänge zwischen die längeren Gesänge der Akathistos und der Kanone eingeschoben wird.
Der Ikos ist eine dem Kondakion folgende Strophe, die das Heilsereignis meist ausführlicher als das Kondakion erzählt. Umfangreichere liturgische Gebete der Ostkirche bestehen meistens aus einer Folge von Ikos und Kondakion.